# De Janeiro a Janeiro
"De Janeiro a Janeiro" é uma canção da cantora e compositora brasileira Roberta Campos para seu primeiro álbum Para Aquelas Perguntas Tortas, lançado em 2008, de forma independente.  A  canção foi composta por ela mesma. Posteriormente, com o interesse de gravadoras em seu trabalho regravou-a em seu segundo álbum de estúdio Varrendo a Lua. e contou com colaboração do cantor Nando Reis. Seu lançamento como single ocorreu no ano de 2010, onde a gravadora Deckdisc liberou um EP exclusivo no iTunes, com vários remixes da canção, e claro, contendo a versão original de estúdio. A canção até os dias de hoje fica no topo de singles mais vendidos no iTunes por sua frequente aparição nas rádios do Brasil, e também por ter feito parte da trilha sonora de três telenovelas. A primeira trilha que a canção fez parte foi da novela teen Rebelde, um remake da novela mexicana Rebelde produzida pela Rede Record, onde foi tema da protagonista Alice (Sophia Abrahão). E a segunda trilha a fazer parte foi da telenovela Sangue Bom da Rede Globo, onde foi tema dos protagonistas Amora (Sophie Charlotte) e Bento (Marco Pigossi). . A canção também esteve presente na trilha sonora da telenovela Além do Tempo (2015).

## Videoclipe
O clipe da canção gira nos bastidores da gravação da mesma, onde mostra Roberta Campos e Nando Reis nos estúdios gravando. O vídeo da canção já ultrapassou a marca de 20 milhões de acessos no canal oficial da gravadora Deckdisc. 

## Alinhamento de Faixas
EP Digital
1. - "De Janeiro a Janeiro" (feat. Nando Reis) - 03:10
2. - "De Janeiro a Janeiro" (Ao Vivo) - 04:25
3. - "De Janeiro a Janeiro" (Remix) - 03:04
4. - "De Janeiro a Janeiro" (Bônus Track) - 03-13